# Drake University

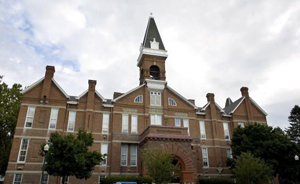
Historisches Hauptgebäude der Drake University

Die Drake University ist eine private Hochschule in Des Moines im US-Staat Iowa. Sie wurde 1881 gegründet und hat sechs Colleges, wobei besonders die Rechtsschule ein traditionell hohes Ansehen hat.

## Zahlen zu den Studierenden, den Dozenten und zum Vermögen
Im Herbst 2021 waren 4.875 Studierende an der Drake University eingeschrieben. Davon strebten 2.902 (59,5 %) ihren ersten Studienabschluss an, sie waren also undergraduates. Von diesen waren 60 % weiblich und 40 % männlich; 5 % bezeichneten sich als asiatisch, 6 % als schwarz/afroamerikanisch, 7 % als Hispanic/Latino und 73 % als weiß. 9.892 (27,4 %) arbeiteten auf einen weiteren Abschluss hin, sie waren graduates. Es lehrten 479 Dozenten an der Universität, davon 310 in Vollzeit und 169 in Teilzeit. 2023 waren an der Universität 4.685 Studierende eingeschrieben.
Der Wert des Stiftungsvermögens der Universität lag 2021 bei 279,8 Mio. US-Dollar und damit 27,3 % höher als im Jahr 2020, in dem es 219,8 Mio. US-Dollar betragen hatte.

## Sport
Auch durch ihre Sportmannschaften ist die Drake University bekannt. Die Sportteams der Hochschule sind die Bulldogs. Diese nehmen an der Missouri Valley Conference teil.